# ラース・クリングバイル
ラース・クリングバイル（ドイツ語: Lars Klingbeil、1978年2月23日 - ）は、ドイツの政治家。メルツ内閣で副首相兼財務大臣を務めている。2021年12月からドイツ社会民主党（SPD）党首。

## 経歴

### 生い立ち
ゾルタウで生まれ、ニーダーザクセン州ハイデクライス郡のムンスターで育つ。1998年にムンスターのギムナジウムでアビトゥーアを取得して、兵役代替役務に就いた後に、ハノーファー大学に進学。大学では政治学、社会学及び歴史学を学び2004年にマギスター学位（Magister Artium）を取得した。2001年から2004年まではフリードリヒ・エーベルト財団から奨学金を受給していた。

### 政治経歴
大学在学中の2001年から2003年にかけてゲアハルト・シュレーダー首相とハイノ・ヴィーゼ連邦議員の事務所で働いた。大学卒業後は、ノルトライン＝ヴェストファーレン州のドイツ社会民主党（SPD）で青年教育担当官となった。また2001年から2016年までムンスター市議会議員を務めた。
連邦議会議員のヤン・ペーター・ヤンセンが任期途中で辞任したため、その後任として2005年1月24日にクリングバイルが連邦議会議員になった。2005年ドイツ連邦議会選挙では議席を維持できず、落選。
2006年から2018年までハイデクライス郡議会議員を務め、さらに2006年から2020年まではハイデクライス郡のSPD地区委員長であった。2009年ドイツ連邦議会選挙で当選し、再び連邦議会議員となった。
2017年10月、マルティン・シュルツ党首からの提案を受け、SPD幹部会は次期書記長にクリングバイルを指名。12月8日に開かれた連邦党大会で、70.6%の票を獲得して書記長に選出された。

### 社会民主党党首
2021年11月、SPD幹部会は退任の意向を示していたノルベルト・ワルターボルヤンス共同党首の後任として、クリングバイルを指名した。12月11日に開かれた連邦党大会で、86.3%の票を獲得して共同党首に選出された。またサスキア・エスケンも76.7%の票を獲得して、共同党首を続投することとなった。クリングバイルが務めていた書記長の後任には、77.8%の票を獲得しケビン・キューネルトが選出された。